# Vlag van Waregem
De vlag van Waregem werd door de gemeenteraad op 10 juni 1980 officieel vastgesteld als de gemeentelijke vlag van de West-Vlaamse gemeente Waregem. Op 1 december 1980 werd hij door het koninklijk besluit bevestigd en uiteindelijk gepubliceerd op 29 januari 1981 in het officiële Belgisch Staatsblad.
Officieel wordt de vlag beschreven als:
Twee even hoge banen van wit en van rood met het gemeentewapen in het midden van het wit.
De kleuren van de vlag zijn afkomstig op het gemeentewapen.
Vroeger heeft de gemeente beweerd dat de oorspronkelijke vlag die door de gemeenteraad van Waregem werd voorgesteld, het wapenschild niet bevatte. Dit wapenschild werd toegevoegd door de Vlaamse Heraldische Raad om de vlag beter te kunnen onderscheiden.

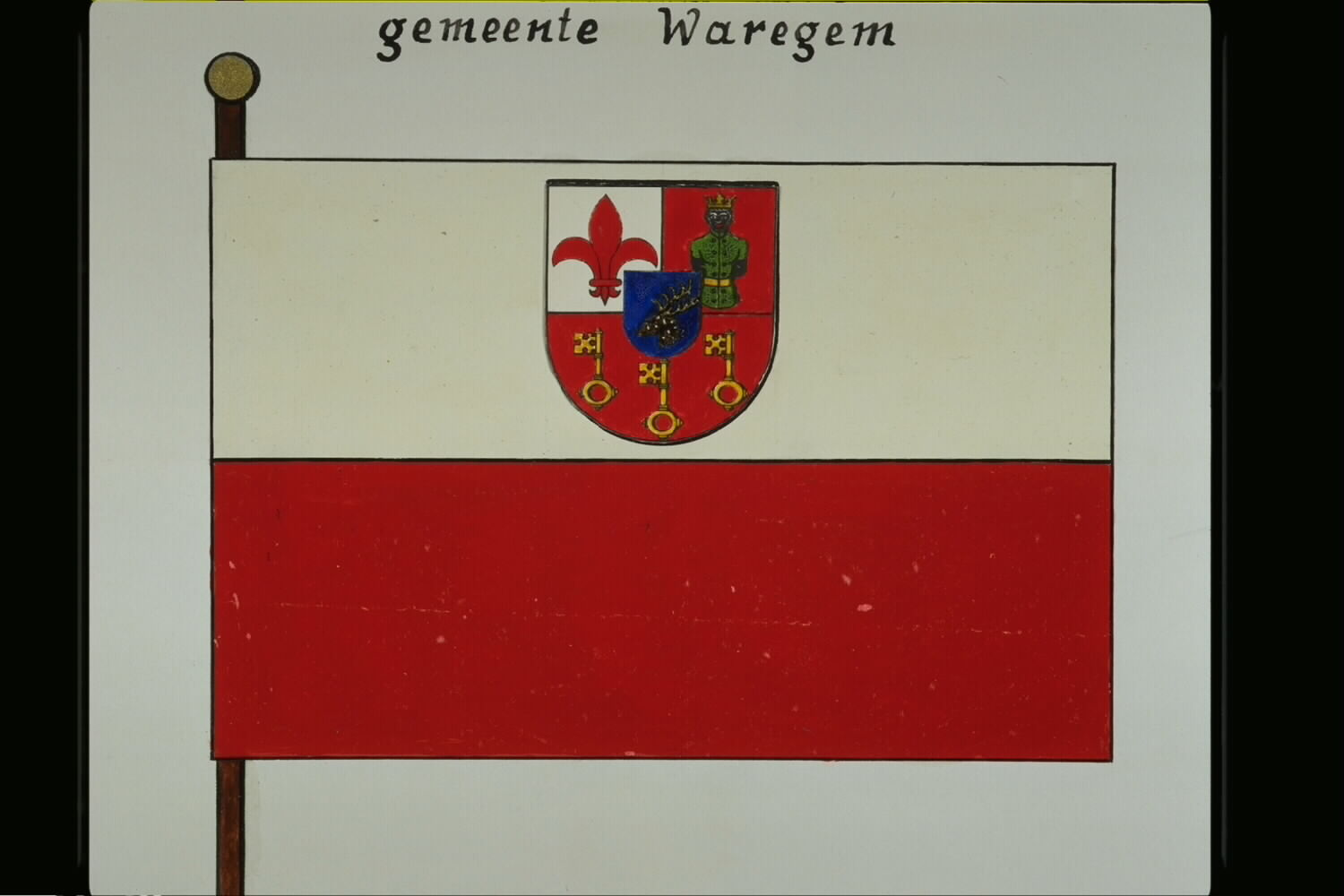
Officiële tekening van de vlag